# Gare de Jamioulx
La gare de Jamioulx est une gare ferroviaire belge de la ligne 132 de Charleroi à Treignes frontière, située dans le village de Jamioulx sur le territoire de la commune de  Ham-sur-Heure-Nalinnes dans la province de Hainaut.
C'est une halte voyageurs de la Société nationale des chemins de fer belges (SNCB) desservie par des trains Suburbains (S64) et d’Heure de pointe (P)

## Situation ferroviaire
Établie à 128 mètres d'altitude, la gare de Jamioulx est située au point kilométrique (PK) 8,50 de la ligne 132 de Charleroi à Treignes frontière, entre les gares ouvertes de Charleroi-Central et de Beignée. Vers Chaleroi, trois gares fermées s'intercalent : Bomerée, Montigny-le-Tilleul et Mont-sur-Marchienne.
Ancienne gare d'embranchement, elle est l'aboutissement de la ligne 133 de Couillet à Jamioulx (fermée et déposée).

## Histoire

### Mise en service
La station de Jamioulx est mise en service le 27 novembre 1848, par la Société du chemin de fer de l'Entre-Sambre-et-Meuse, lorsqu'elle ouvre à l'exploitation la section de Charleroi-Sud à Walcourt de sa ligne de Charleroi-Sud à Treignes et à la frontière.
Elle prend de l'importance en devenant une gare d'embranchement lors de l'ouverture, le 20 novembre 1882 de la ligne de Couillet à Jamioulx, à voie unique de Hauchies à Jamioulx, par l'administration des chemins de fer de l'État belge.
Le 1er juillet 1864, la société anonyme du chemin de fer de l'Entre-Sambre-et-Meuse fusionne et intègre les Sociétés de l'Est belge et d'Anvers-Rotterdam et devient la compagnie du Grand Central Belge. Le 1er janvier 1897, cette dernière est absorbée par l'état belge. Sociétés qui reprennent successivement la gestion de la gare de Jamioulx.
Le 30 avril 1869, le Ministre des travaux publics Damart autorise la construction d'un « bâtiment définitif des recettes ». L'autorisation est simultanément donnée pour les gares de Berzée, Ham-sur-Heure et Morialmé.

### Le bâtiment de la gare
Ce vaste bâtiment est dû à la compagnie du Grand Central Belge qui mit au point un modèle de gare standard. Au moins 15 de ces gares furent construites et celles de Berzée, Tilly, Ham-sur-Heure et Ransart étaient identiques à celle de Jamioulx.
Il s'agit d'un long bâtiment sans étage comprenant entre 8 et 26 travées selon les besoins (la gare de Jamioulx en comporte 10) sous bâtière longitudinale qui se verra parfois gratifié d'un second étage de trois travées sous toiture à croupes servant de logement de fonction (celle de Jamioulx a gardé un seul niveau sur toute sa longueur mais semble avoir reçu une onzième travée).
Le pignon est recouvert de rampants de pierre et il existe des motifs en ferronnerie sur les crossettes et le pinacle ainsi qu’un oculus largement dimensionné et entouré de pierre surplombe un bandeau de pierre sous lequel se prolonge le fronton des parois longitudinales. Ce fronton est décoré d'une frise en briques munie d'arceaux et chaque travée des parois longitudinales est bordée par un lésène de brique aux motif de bande lombarde caractéristique du Grand Central Belge. Un cordon de pierre court au niveau des seuils des fenêtres du rez-de-chaussée. Les arcs bombés des ouvertures (qui sont toutes des portes sauf au niveau du logement de fonction qui se trouve à une extrémité) sont surmontés d'une clé en pierre et il existe des pilastres d'angle en brique à bossages de pierre.
Il existe deux annexes : dont l’une semble avoir été construite ultérieurement et l’autre, décorée de bandes lombardes, pourrait avoir été construite par le Grand Central Belge.

### Le XXe siècle
La station devient une gare de formation en 1914 avec l'installation d'un petit faisceau de voies pour le service des marchandises.

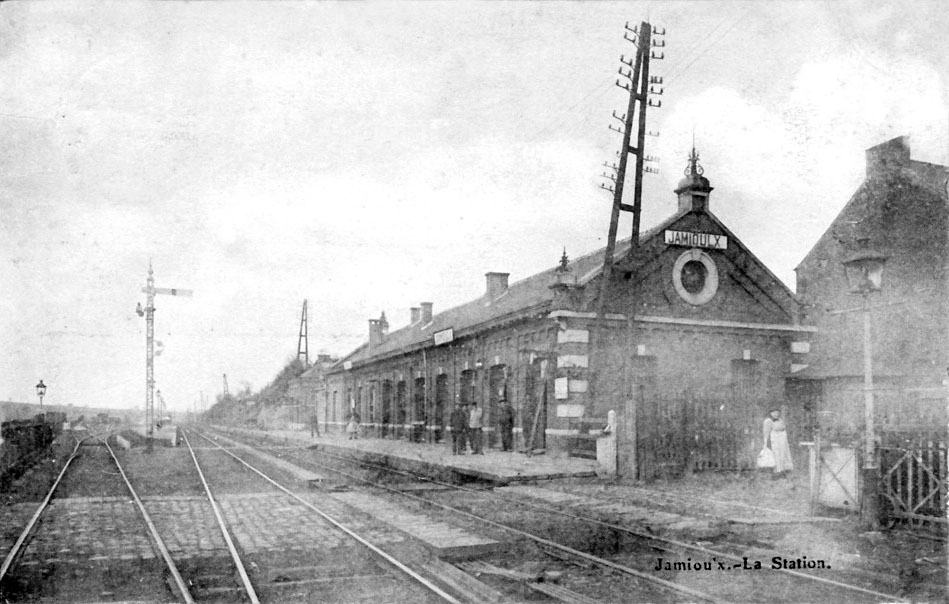
La station vers 1900.
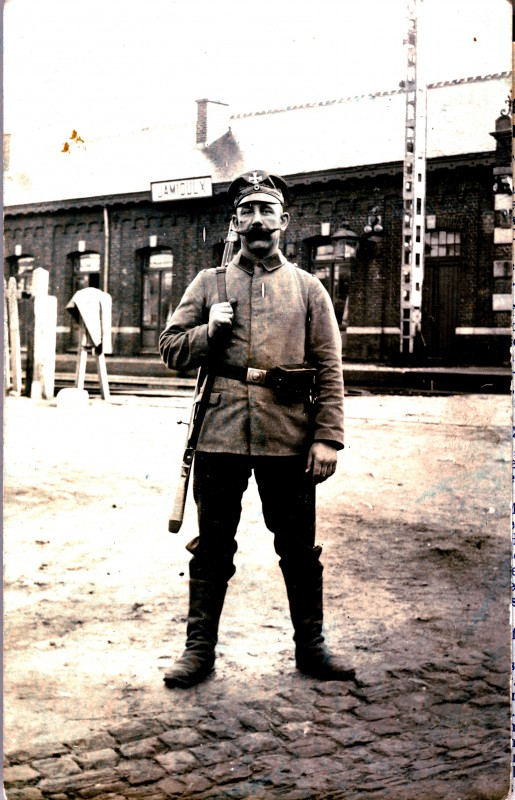
Gare et soldat allemand.
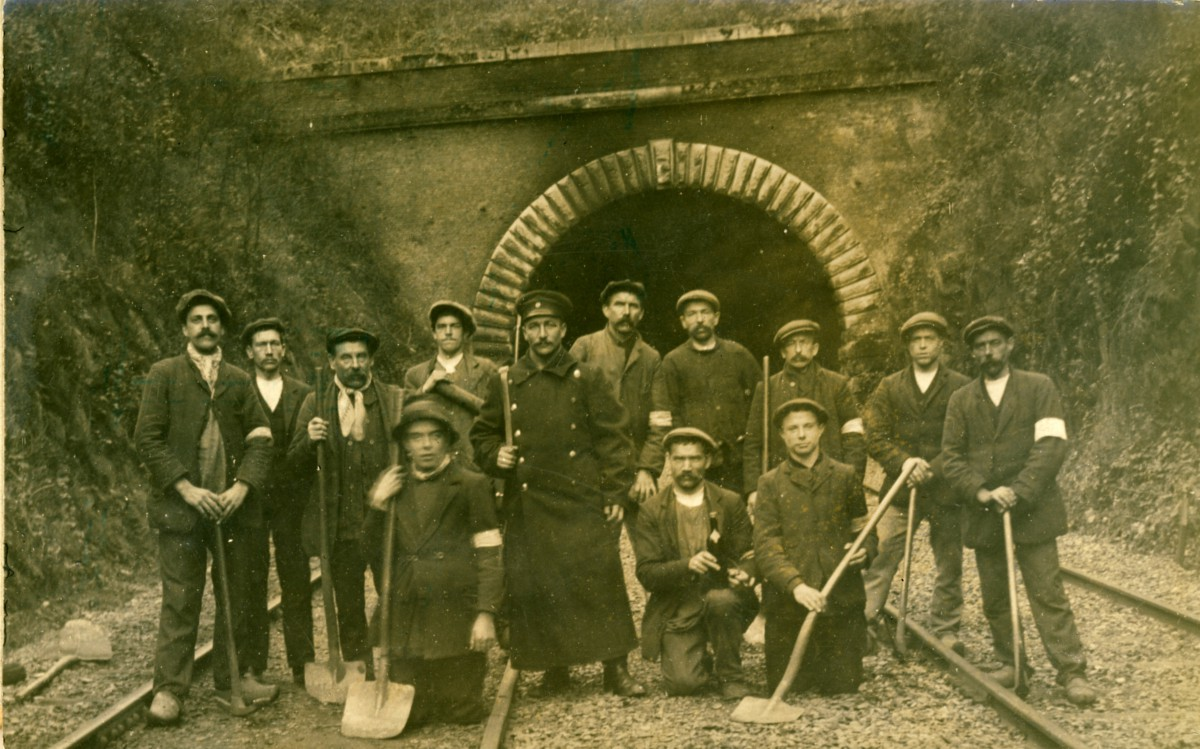
Main d'œuvre réquisitionnée, près de la gare de Jamioulx (1914-18).

À la fin de la Première Guerre mondiale, dans la nuit du 14 au 15 novembre 1918, le site et le village sont dévastés par l'explosion d'un train de munitions de l'armée allemande en retraite. Cette même année, après la fin du conflit, les installations de la gare sont remises en état en limitant le faisceau marchandises à six voies.
La ligne d'embranchement est fermée au service des voyageurs en 1923 et la section de Marcinelles Haies à Jamioulx est fermée au service des marchandises en 1934 et déposée en 1936.
En 1963, le trafic marchandises perdant de l'importance, on procède à l'enlèvement de la voie 6, et en 1968 la rampe de chargement des camions est détruite pour laisser place à la « plaine des sports » aménagée après le rachat de cet espace par l'administration communale. La voie trois est supprimée au cours des années 1970 pour laisser la place au « chemin des molènes ».
La gare de Jamioulx est fermée au service des marchandises en 1983.
La SNCB transforme la gare en halte, avec la fermeture du guichet et du bâtiment voyageurs, au début des années 1990. Les voies de service numéros 4 et 5 sont déposées en 1994 et l'ancienne espace de la cour à marchandises est racheté par l'administration communale en 2000.

## Service des voyageurs

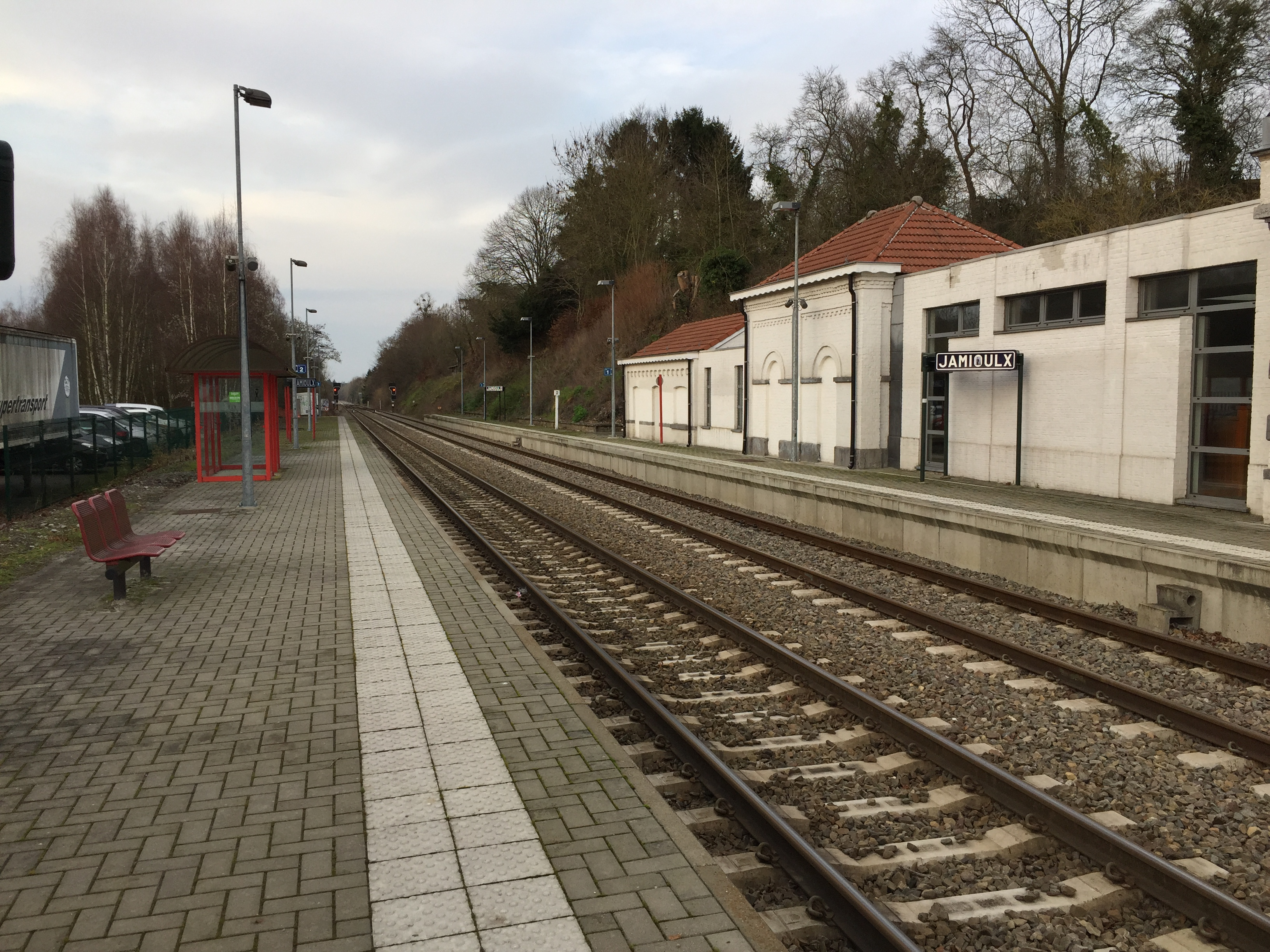
Les quais de la halte avec l'unique abri sur le quai extérieur.

### Accueil
Halte SNCB, c'est un point d'arrêt à accès libre (PANG) équipé d'un automate pour l'achat de titres de transport.
L'accès aux quais et la traversée des voies s'effectuent par le passage à niveau routier.

### Desserte
Jamioulx est desservie par des trains Suburbains (S64) ou d’Heure de pointe (P) de la ligne 132 de la SNCB qui effectuent des missions sur la ligne commerciale 132 : Charleroi - Couvin.
En semaine, il n’y a aucune desserte les heures creuses car les trains de voyageurs franchissent la gare de Jamioulx sans s’y arrêter. La desserte est irrégulière et comprend au total 13 trains par jour :
- cinq trains P entre Couvin ou Walcourt et Charleroi-Central (le matin) ;
- deux trains P entre Charleroi-Central et Couvin (le matin) ;
- un train S64 entre Couvin et Charleroi-Central (l’après-midi) ;
- deux trains P entre Charleroi-Central et Couvin ou Walcourt (l’après-midi) ;
- un train P entre Couvin et Charleroi-Central deux trains P entre Charleroi-Central et Couvin (en début de soirée).

Les week-ends et jours fériés, la desserte est cadencée toutes les deux heures dans chaque sens et comprend des trains S64 reliant Charleroi-Central à Couvin.

### Intermodalité
- Un parc pour vélos y est aménagé[9].
- Un arrêt est desservi par des bus[9].

## Comptage voyageurs
Le graphique et le tableau montrent le nombre de passagers qui en moyenne embarquent durant la semaine, le samedi et le dimanche.
| Nombre de voyageurs qui embarquent à la gare de Jamioulx | Nombre de voyageurs qui embarquent à la gare de Jamioulx | Nombre de voyageurs qui embarquent à la gare de Jamioulx | Nombre de voyageurs qui embarquent à la gare de Jamioulx |
|                                                          | Semaine                                                  | Samedi                                                   | Dimanche                                                 |
| -------------------------------------------------------- | -------------------------------------------------------- | -------------------------------------------------------- | -------------------------------------------------------- |
| 1977                                                     | 130                                                      | 73                                                       | 23                                                       |
| 1978                                                     | 112                                                      | 50                                                       | 37                                                       |
| 1979                                                     | 132                                                      | 44                                                       | 24                                                       |
| 1980                                                     | 108                                                      | 83                                                       | 14                                                       |
| 1981                                                     | 125                                                      | 22                                                       | 12                                                       |
| 1982                                                     | 125                                                      | 33                                                       | 21                                                       |
| 1983                                                     | 95                                                       | 25                                                       | 10                                                       |
| 1984                                                     | 85                                                       | 34                                                       | 28                                                       |
| 1985                                                     | 93                                                       | 26                                                       | 19                                                       |
| 1986                                                     | 82                                                       | 58                                                       | 17                                                       |
| 1987                                                     | 67                                                       | 42                                                       | 25                                                       |
| 1988                                                     | 68                                                       | 17                                                       | 1                                                        |
| 1989                                                     | 96                                                       | 26                                                       | 18                                                       |
| 1990                                                     | 54                                                       | 28                                                       | 14                                                       |
| 1991                                                     | 60                                                       | 44                                                       | 16                                                       |
| 1992                                                     | 60                                                       | 47                                                       | 18                                                       |
| 1993                                                     | 79                                                       | 17                                                       | 13                                                       |
| 1994                                                     | 58                                                       | 41                                                       | 21                                                       |
| 1995                                                     | 45                                                       | 28                                                       | 8                                                        |
| 1996                                                     | 61                                                       | 14                                                       | 17                                                       |
| 1997                                                     | 48                                                       | 14                                                       | 10                                                       |
| 1998                                                     | 51                                                       | 6                                                        | 12                                                       |
| 1999                                                     | 47                                                       | 10                                                       | 6                                                        |
| 2000                                                     | 70                                                       | 18                                                       | 8                                                        |
| 2001                                                     | 46                                                       | 10                                                       | 12                                                       |
| 2002                                                     | 54                                                       | 20                                                       | 10                                                       |
| 2003                                                     | 39                                                       | 12                                                       | 11                                                       |
| 2004                                                     | 36                                                       | 10                                                       | 7                                                        |
| 2005                                                     | 30                                                       | 12                                                       | 7                                                        |
| 2006                                                     | 38                                                       | 12                                                       | 4                                                        |
| 2007                                                     | 30                                                       | 10                                                       | 24                                                       |
| 2008                                                     | -                                                        | -                                                        | -                                                        |
| 2009                                                     | 35                                                       | 6                                                        | 12                                                       |
| 2010                                                     | -                                                        | -                                                        | -                                                        |
| 2011                                                     | -                                                        | -                                                        | -                                                        |
| 2012                                                     | 27                                                       | 6                                                        | 17                                                       |
| 2013                                                     | 32                                                       | 14                                                       | 13                                                       |
| 2014                                                     | 31                                                       | 7                                                        | 12                                                       |
| 2015                                                     | 33                                                       | 12                                                       | 12                                                       |
| 2016                                                     | 47                                                       | 15                                                       | 18                                                       |
| 2017                                                     | 46                                                       | 13                                                       | 13                                                       |
| 2018                                                     | 33                                                       | 16                                                       | 21                                                       |
| 2019                                                     | 35                                                       | 11                                                       | 14                                                       |
| 2020                                                     | 31                                                       | 4                                                        | 10                                                       |
| 2021                                                     | -                                                        | -                                                        | -                                                        |
| 2022                                                     | 27                                                       | 9                                                        | 8                                                        |
| 2023                                                     | 46                                                       | 8                                                        | 13                                                       |
| 2024                                                     | 37                                                       | 4                                                        | 15                                                       |

## Patrimoine ferroviaire

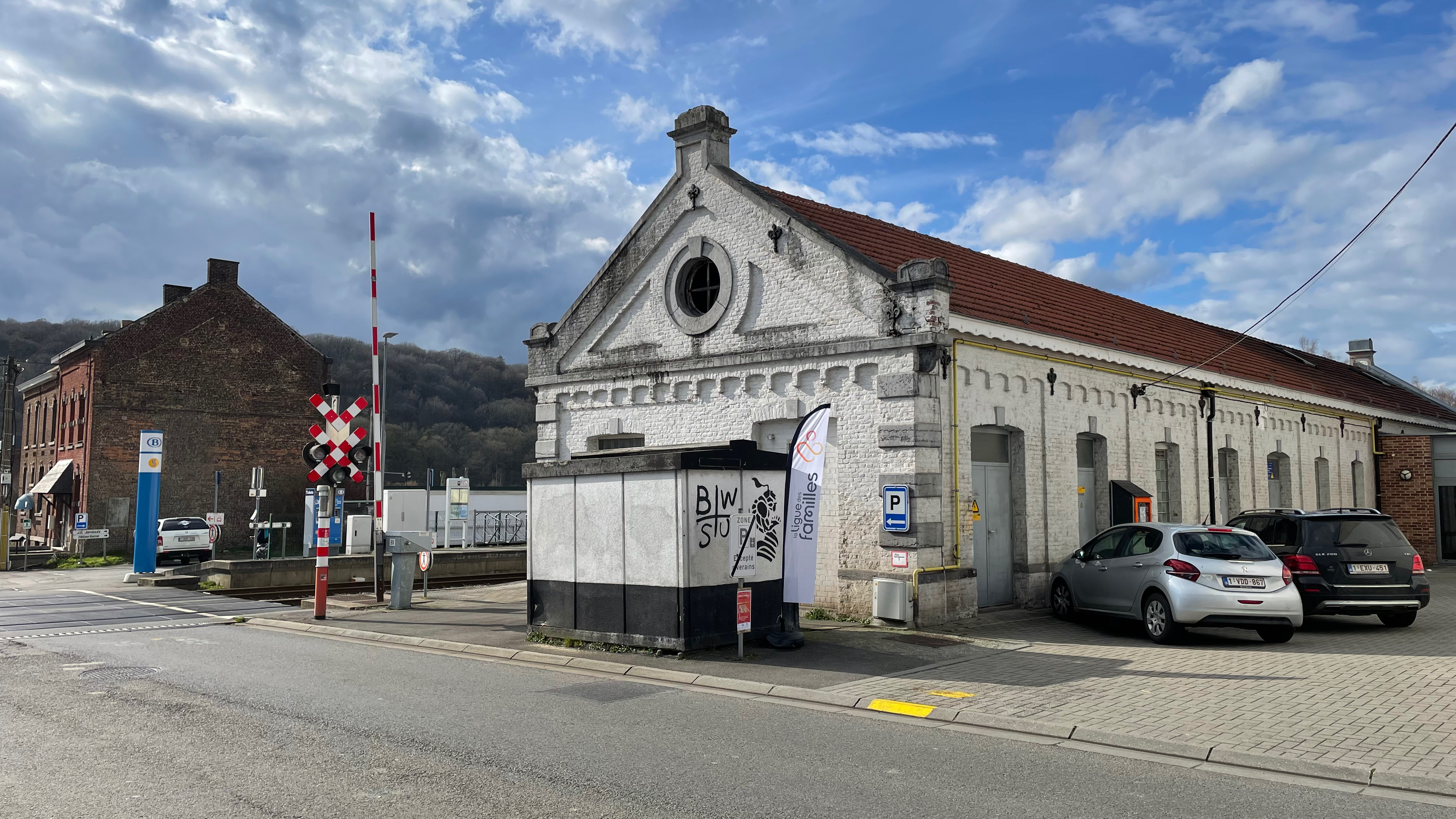
Bâtiment en 2023.

Après sa fermeture au début des années 1990, l’ancien bâtiment voyageurs évite la démolition avec le rachat partiel par la commune en 1995, la SNCB restant propriétaire d’une partie. En 1999, le Syndicat d’Initiative s’intéresse à cet édifice désaffecté et fermé. En janvier de cette même année, la commune vote pour l'inscription au budget communal d'une somme de 50 000 euros pour sa réhabilitation. La région wallonne s'engage à apporter 250 000 euros pour remettre en état l'extérieur du bâtiment.  Elle a été réhabilitée en espace de rencontres et salle d’exposition
Plusieurs gares de cette famille construites par le Grand Central Belge ont depuis été démolies ou sont l’abandon. Parmi celles qui existent toujours se trouvent les gares de Berzée et Ham-Sur-Heure sur la ligne 132. La première a été réaffectée en funérarium et a perdu deux de ses travées tandis que la seconde, après avoir été ruinée par un incendie, a été restaurée et sert de logement social.